# Židovský hřbitov ve Zběšičkách
Židovský hřbitov ve Zběšičkách se nachází na kraji lesíka nedaleko rybníka Zavadil, asi 500 m severozápadně od obecní návsi. K volně přístupnému areálu odbočuje krátká silnička. Je chráněn jako kulturní památka České republiky.
Hřbitov o rozloze 1029 m2, v jehož jižní části stojí rekonstruovaná márnice čtvercového půdorysu, byl vybudován v roce 1750. Nejstarší náhrobní kameny pocházejí z poloviny 18. století, zatímco nejnovější z roku 1932. Celkem se zde zachovalo asi 100 náhrobků. V současné době (březen 2018) je hřbitov nepřístupný, neboť se nachází za plotem obory.
Židovská komunita ve Zběšičkách, která se datuje z doby před rokem 1723, přestala existovat podle zákona z roku 1890. Po tomto roce se o hřbitov starala židovská obec v Milevsku.